# Tana French
Tana French (1973) es una escritora y actriz teatral de origen irlandés. Su primera novela, In the Woods (2007), ganó los premios Edgar, Anthony, Macavity y Barry como mejor primera novela. Es miembro del Purple Heart Theatre Company y vive en Dublín.

## Vida personal
Tana French nació en Vermont, Estados Unidos, pero vivió en Irlanda, Italia, Estados Unidos y Malawi debido a la profesión de su padre, un economista que trabajaba en países en desarrollo.
French se formó como actriz en el Trinity College de Dublín, ciudad donde vive desde 1990. Ha trabajado en teatro, cine y como actriz de voz. Comenzó a escribir en el 2007, y todos sus libros tienen lugar en Irlanda, siguiendo las aventuras de los miembros del ficticio Escuadrón de Homicidios de Dublín.

## Premios y nominaciones
| Año  | Premio                                         | Categoría                         | Por            | Resultado |
| ---- | ---------------------------------------------- | --------------------------------- | -------------- | --------- |
| 2007 | Los Angeles Times Book Prize                   | Misterio/Thriller                 | In the Woods   | Finalista |
| 2008 | Premio Edgar                                   | Mejor Primera Novela              | In the Woods   | Ganadora  |
| 2008 | Anthony Awards                                 | Mejor Primera Novela              | In the Woods   | Ganadora  |
| 2008 | Premio Macavity                                | Mejor Primera novela de misterio  | In the Woods   | Ganadora  |
| 2008 | Barry Awards                                   | Mejor primera novela              | In the Woods   | Ganadora  |
| 2011 | Anthony Awards                                 | Mejor novela                      | Faithful Place | Nominada  |
| 2011 | Premio Macavity                                | Mejor novela de misterio          | Faithful Place | Nominada  |
| 2011 | Premio Edgar                                   | Mejor novela                      | Faithful Place | Nominada  |
| 2012 | Premio Literario Internacional IMPAC de Dublín | Mejor novela                      | Faithful Place | Nominada  |
| 2012 | Irish Book Awards                              | Crime Fiction Book                | Broken Harbor  | Ganadora  |
| 2012 | Los Angeles Times Book Prize                   | Misterio/Thriller                 | Broken Harbor  | Ganadora  |
| 2013 | Dilys Award                                    |                                   | Broken Harbor  | Finalista |
| 2016 | BGE Irish Book Award                           | Mejor thriller del año en Irlanda | Trespasser     | Ganadora  |

## Obra
Serie: Garda (El Escuadrón de Homicidios de Dublín)
- El silencio del bosque (In the Woods, 2007). RBA.
- En piel ajena (The Likeness 2008). RBA.
- La última noche de Rose Daly (Faithful Place, 2010). Círculo de Lectores.
- No hay lugar seguro (Broken Harbour, 2012). RBA.
- El lugar de los secretos (The Secret Place, 2015) trad. de Gemma Deza Guil.[13] RBA.
- Intrusión (Trespasser, 2017) trad. de Julia Osuna Aguilar.[14] Alianza de Novelas

Novela independiente
- El secreto del olmo (The Wych Elm, 2019). Alianza de Novelas.
- El explorador (The Searcher, 2020). Alianza de Novelas.
- El cazador (The Hunter, 2024). AdN Editorial Grupo Anaya.

## Televisión
Las novelas de la serie sobre el Escuadrón de Homicidios de Dublín ha sido adaptadas para televisión en la serie Dublin Murders.